# Chrysoblephus gibbiceps
Chrysoblephus gibbiceps е вид бодлоперка от семейство Sparidae. Видът е застрашен от изчезване.

## Разпространение и местообитание
Разпространен е в Южна Африка.
Обитава крайбрежията на океани, морета и рифове. Среща се на дълбочина от 20 до 108 m, при температура на водата от 12,1 до 18,5 °C и соленост 35 – 35,3 ‰.

## Описание
На дължина достигат до 75 cm, а теглото им е не повече от 5800 g.